# (38091) 1999 JT3
1999 JT3 (asteroide 38091) é um asteroide Amor. Possui uma excentricidade de 0.40105148 e uma inclinação de 9.35773º.
Este asteroide foi descoberto no dia 10 de maio de 1999 por LONEOS em Anderson Mesa.